# Нюман, Артур
А́ртур Ню́ман (нидерл. Arthur Numan; род. 14 декабря 1969, Хемскерк, Северная Голландия) — нидерландский футболист. Один из лучших нидерландских защитников 1990-х годов. Наибольшую известность получил по выступлениям за ПСВ и «Рейнджерс», бронзовый призёр чемпионата Европы 2000.

## Биография
Артур Нюман начал свою карьеру в «Харлеме», в котором провёл четыре года, затем недолгое время он играл за «Твенте», после чего перешёл в ПСВ. В ПСВ Нюман провёл 6 лучших лет своей карьеры, выиграв в его составе все нидерландские турниры, в этот период он так же становится основным игроком сборной Нидерландов. В 1998 году Нюман переходит в шотландский «Рейнджерс», где его начинает преследовать череда травм, в итоге в 2003 году, в достаточно молодом для защитника возрасте 33 лет, Артур Нюман завершает карьеру. Почти всю свою карьеру Нюман провёл в командах руководимых Диком Адвокатом, под его руководством он играл в «Харлеме», ПСВ, «Рейнджерс» и сборной Нидерландов.
В сборной Нидерландов Нюман провёл 40 игр, входил в состав сборной на ЧМ-1994, ЧЕ-1996, ЧМ-1998 и ЧЕ-2000.

## Статистика

### Матчи Нюмана за сборную Нидерландов
| Матчи Нюмана за сборную Нидерландов | Матчи Нюмана за сборную Нидерландов | Матчи Нюмана за сборную Нидерландов | Матчи Нюмана за сборную Нидерландов | Матчи Нюмана за сборную Нидерландов | Матчи Нюмана за сборную Нидерландов |
| ----------------------------------- | ----------------------------------- | ----------------------------------- | ----------------------------------- | ----------------------------------- | ----------------------------------- |
| №                                   | Дата                                | Соперник                            | Счёт                                | Голы Нюмана                         | Соревнование                        |
| 1                                   | 14 октября 1992                     | Польша                              | 2:2                                 | —                                   | Чемпионат мира 1994 (отбор)         |
| 2                                   | 16 декабря 1992                     | Турция                              | 3:1                                 | —                                   | Чемпионат мира 1994 (отбор)         |
| 3                                   | 19 января 1994                      | Тунис                               | 2:2                                 | —                                   | Товарищеский матч                   |
| 4                                   | 27 мая 1994                         | Шотландия                           | 3:1                                 | —                                   | Товарищеский матч                   |
| 5                                   | 4 июля 1994                         | Ирландия                            | 2:0                                 | —                                   | Чемпионат мира 1994                 |
| 6                                   | 16 ноября 1994                      | Чехия                               | 0:0                                 | —                                   | Чемпионат Европы 1996 (отбор)       |
| 7                                   | 14 декабря 1994                     | Люксембург                          | 5:0                                 | —                                   | Чемпионат Европы 1996 (отбор)       |
| 8                                   | 18 января 1995                      | Франция                             | 0:1                                 | —                                   | Товарищеский матч                   |
| 9                                   | 26 апреля 1995                      | Чехия                               | 1:3                                 | —                                   | Чемпионат Европы 1996 (отбор)       |
| 10                                  | 7 июня 1995                         | Беларусь                            | 0:1                                 | —                                   | Чемпионат Европы 1996 (отбор)       |
| 11                                  | 6 сентября 1995                     | Беларусь                            | 1:0                                 | —                                   | Чемпионат Европы 1996 (отбор)       |
| 12                                  | 11 октября 1995                     | Мальта                              | 4:0                                 | —                                   | Чемпионат Европы 1996 (отбор)       |
| 13                                  | 15 ноября 1995                      | Норвегия                            | 3:0                                 | —                                   | Чемпионат Европы 1996 (отбор)       |
| 14                                  | 29 мая 1996                         | Китай                               | 2:0                                 | —                                   | Товарищеский матч                   |
| 15                                  | 31 августа 1996                     | Бразилия                            | 2:2                                 | —                                   | Товарищеский матч                   |
| 16                                  | 9 ноября 1996                       | Уэльс                               | 7:1                                 | —                                   | Чемпионат мира 1998 (отбор)         |
| 17                                  | 14 декабря 1996                     | Бельгия                             | 3:0                                 | —                                   | Чемпионат мира 1998 (отбор)         |
| 18                                  | 26 февраля 1997                     | Франция                             | 1:2                                 | —                                   | Товарищеский матч                   |
| 19                                  | 29 марта 1997                       | Сан-Марино                          | 4:0                                 | —                                   | Чемпионат мира 1998 (отбор)         |
| 20                                  | 2 апреля 1997                       | Турция                              | 0:1                                 | —                                   | Чемпионат мира 1998 (отбор)         |
| 21                                  | 30 апреля 1997                      | Сан-Марино                          | 6:0                                 | —                                   | Чемпионат мира 1998 (отбор)         |
| 22                                  | 4 июня 1997                         | ЮАР                                 | 2:0                                 | —                                   | Товарищеский матч                   |
| 23                                  | 6 сентября 1997                     | Бельгия                             | 3:1                                 | —                                   | Чемпионат мира 1998 (отбор)         |
| 24                                  | 11 октября 1997                     | Турция                              | 0:0                                 | —                                   | Чемпионат мира 1998 (отбор)         |
| 25                                  | 21 февраля 1998                     | США                                 | 2:0                                 | —                                   | Товарищеский матч                   |
| 26                                  | 24 февраля 1998                     | Мексика                             | 3:2                                 | —                                   | Товарищеский матч                   |
| 27                                  | 27 мая 1998                         | Камерун                             | 0:0                                 | —                                   | Товарищеский матч                   |
| 28                                  | 1 июня 1998                         | Парагвай                            | 5:1                                 | —                                   | Товарищеский матч                   |
| 29                                  | 5 июня 1998                         | Нигерия                             | 5:1                                 | —                                   | Товарищеский матч                   |
| 30                                  | 13 июня 1998                        | Бельгия                             | 0:0                                 | —                                   | Чемпионат мира 1998                 |
| 31                                  | 20 июня 1998                        | Республика Корея                    | 5:0                                 | —                                   | Чемпионат мира 1998                 |
| 32                                  | 25 июня 1998                        | Мексика                             | 2:2                                 | —                                   | Чемпионат мира 1998                 |
| 33                                  | 29 июня 1998                        | Югославия                           | 2:1                                 | —                                   | Чемпионат мира 1998                 |
| 34                                  | 4 июля 1998                         | Аргентина                           | 2:1                                 | —                                   | Чемпионат мира 1998                 |
| 35                                  | 11 июля 1998                        | Хорватия                            | 1:2                                 | —                                   | Чемпионат мира 1998                 |
| 36                                  | 23 февраля 2000                     | Германия                            | 2:1                                 | —                                   | Товарищеский матч                   |
| 37                                  | 29 марта 2000                       | Бельгия                             | 2:2                                 | —                                   | Товарищеский матч                   |
| 38                                  | 26 апреля 2000                      | Шотландия                           | 0:0                                 | —                                   | Товарищеский матч                   |
| 39                                  | 21 июня 2000                        | Франция                             | 3:2                                 | —                                   | Чемпионат Европы 2000               |
| 40                                  | 25 июня 2000                        | Югославия                           | 6:1                                 | —                                   | Чемпионат Европы 2000               |
| 41                                  | 1 сентября 2001                     | Ирландия                            | 0:1                                 | —                                   | Чемпионат мира 2002 (отбор)         |
| 42                                  | 5 сентября 2001                     | Эстония                             | 5:0                                 | —                                   | Чемпионат мира 2002 (отбор)         |
| 43                                  | 6 октября 2001                      | Андорра                             | 4:0                                 | —                                   | Чемпионат мира 2002 (отбор)         |
| 44                                  | 27 марта 2002                       | Испания                             | 1:0                                 | —                                   | Товарищеский матч                   |
| 45                                  | 19 мая 2002                         | США                                 | 2:0                                 | —                                   | Товарищеский матч                   |

Итого: 45 матчей / 0 голов; 28 побед, 10 ничьих, 7 поражений.

## Достижения
- Чемпион Нидерландов 1996/97
- Обладатель Кубка Нидерландов 1995/96
- Обладатель Суперкубка Нидерландов 1996, 1997, 1998
- Чемпион Шотландии 1998/99, 1999/00, 2002/03
- Обладатель Кубка Шотландии 1998/99, 1999/00, 2001/02, 2002/03
- Обладатель Кубка шотландской лиги 1998/99, 2001/02, 2002/03